# 半岛都市报
《半岛都市报》，是总部位于山东省青岛市崂山区的报纸，创刊于1999年8月9日，目前隶属于大众报业集团，是青岛和山东半岛地区主要的都市报纸。